# Янковский, Чеслав Карлович
Че́слав Ка́рлович Янко́вский (пол. Czesław Jankowski; 9 декабря 1857, Ошмяны — 6 ноября 1929, Вильно) — польский поэт, критик, публицист, историк, краевед, общественный деятель.

## Биография

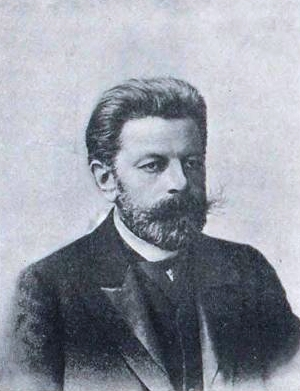
Чеслав Янковский, 1906

Дворянского происхождения, родился близ Ошмян. Окончил гимназию в Митаве (ныне Елгава в Латвии). В 1877 году приехал в Варшаву, где его как начинающего виленского поэта поддержал А. Э. Одынец. Общался с Ю. И. Крашевским, сыном знаменитого польского поэта Владиславом Мицкевичем и другими выдающимися писателями и литературными деятелями. Учился в Варшавском университете (где изучал русскую филологию), позднее в краковском Ягеллонском университете изучал философию.
В 1905—1907 годах редактировал виленскую газету на польском языке «Курьер литевски» („Kurier Litewski“), основал еженедельник «Глос польски» („Głos Polski“; 1907), пропагандировавший идеи крайовцев. Публиковал обзоры литовской печати, сотрудничал с Пятрасом Вилейшисом, Йонасом Яблонскисом. Стал одним из инициаторов сооружения памятника Адаму Мицкевичу в Вильне, учреждения виленского Общества друзей науки (Towarzystwo Przyjaciół Nauk).
Весной 1906 года был избран членом Государственной думы I-го созыва от Виленской губернии.
После Первой мировой войны руководил виленским Обществом польских писателей и журналистов. Работал в редакции газеты «Слово» („Słowo“).
Похоронен на кладбище Расу.
Имя Чеслава Янковского носит одна из улиц в Ошмянах.

## Творчество
Дебютировал в печати как поэт в 19 лет в варшавском еженедельнике «Бесяда литерацка» („Biesiada Literacka“) в 1876 году. Начиная с 1879 года издал несколько книг стихотворений — три томика «Поэзии» (1879, 1881, 1884), «Из песен литвина» („Z pieśni Litwina“; 1881), «Каприччио. Цикл арабесок» („Capriccio. Cykl arabesek“) (1889) и другие.
В 1883 году начал публицистическую деятельность в газете «Курьер варшавски» („Kurier Warszawski“), затем был руководителем литературного отдела (и в 1890—1893 годах секретарём) газеты «Курьер цодзенны» („Kurier Codzienny“). Сотрудничал с другими изданиями („Tygodnik Ilustrowany“, „Ateneum“, „Kraj“).
Автор ряда работ по истории и критике. Издал четырёхтомную монографию об Ошмянском повете (1896—1900) и письма Кароля Станислава Радзивилла („Korespondencya księcia Karola Stanisława Radziwiłła wojewody wileńskiego „Panie Kochanku“ 1744-1790“; Краков, 1896). Переводил на польский язык произведения немецких, русских, французских авторов. Широкую известность получил после Первой мировой войны как фельетонист и публицист.

## Память
- улица Чеслава Янковского (бел. вуліца Часлава Янкоўскага) — улица в городе Ошмяны Гродненской области[2].